# Björn Kluft
Björn Kluft (* 11. Januar 1990 in Wuppertal) ist ein deutscher Fußballspieler.

## Karriere
In seiner Jugend war Kluft zunächst als Torwart bei seinem Heimatverein Grün-Weiß Wuppertal aktiv, ehe er 1999 in die Jugend von Bayer 04 Leverkusen wechselte und dort zum Mittelfeldspieler umgeschult wurde. Anschließend wurde er in die in der Regionalliga West spielende zweite Mannschaft des Vereins übernommen. 2010 erhielt er bei Zweitligaabsteiger Rot Weiss Ahlen einen Zweijahresvertrag. Nach dem Abstieg aus der 3. Liga 2011 schloss er sich Drittligaaufsteiger Preußen Münster an, bei dem er einen Vertrag bis nach der Saison 2011/12 unterschrieb und am 13. August 2011 im Spiel gegen den FC Carl Zeiss Jena unter Trainer Marc Fascher debütierte, als er in der zweiten Halbzeit für José Pierre Vunguidica eingewechselt wurde und in der Folgezeit während der kompletten Spielzeit in 30 Spielen für die Münsteraner auf dem Feld stand und fünf Treffer erzielte.
Der Zweitligist Eintracht Braunschweig verpflichtete Kluft zur Saison 2012/13 ablösefrei und stattete ihn mit einem bis 2014 laufenden Vertrag aus. In der Saisonvorbereitung zog er sich eine Kniescheibenluxation zu und absolvierte lediglich ein Spiel in der Saison. Am Ende der Saison 2012/13 stieg er mit Eintracht Braunschweig in die Bundesliga auf. Im August 2013 wurde er für den Rest der Saison an den SV Sandhausen ausgeliehen; gleichzeitig wurde seine Vertragslaufzeit bis 2015 verlängert. In der Winterpause der Saison 2014/15 wechselte Kluft vorzeitig zu Rot-Weiss Essen in die Regionalliga West. Zur Saison 2015/16 ging er zum Zweitligaabsteiger FC Erzgebirge Aue in die 3. Liga. und erzielte für den Klub das erste Ligator der Saison 2015/16, die mit dem direkten Wiederaufstieg endete. Klufts Aufenthalt bei Erzgebirge Aue war dabei von Verletzungsproblemen geprägt, so verpasste er einen Großteil der restlichen Spielzeit 2015/16 durch einen Hörsturz, eine Meniskusverletzung und eine Knieverletzung. Im Oktober 2016 begab er sich erneut wegen chronischer Knieprobleme in Behandlung und löste schließlich seinen Vertrag im Januar 2017 auf.
Kurz darauf unterschrieb er beim Südwest-Regionalligisten FC 08 Homburg einen bis 2018 laufenden Vertrag. Zur Saison 2017/18 wechselte er jedoch wieder in die Dritte Liga und spielte eine Spielzeit beim Chemnitzer FC. Im August 2018 verpflichtete ihn der Regionalliga-Aufsteiger SV Straelen, wo er bis zum Saisonende 2018/19 blieb. Im Juli 2019 gab der Verein TVD Velbert, der gerade in die Oberliga Niederrhein aufgestiegen war, die Verpflichtung Klufts bekannt.

## Erfolge
- Aufstieg in die 2. Bundesliga 2016 mit Erzgebirge Aue